# Kalthoum Bornaz
Kalthoum Bornaz, née le 24 août 1945 à Tunis et morte le 3 septembre 2016 à Ben Arous, est une réalisatrice, scénariste et productrice de cinéma tunisienne.
Elle appartient à la première génération de femmes cinéastes en Tunisie, et à une génération d'artistes et d'intellectuels, jeunes au moment de l'indépendance tunisienne, qui ont grandi et émergé professionnellement durant les années Bourguiba.

## Biographie

### Origines et études
Née le 24 août 1945 à Tunis, Kalthoum Bornaz est éduquée dans un milieu cinéphile,, mène des études de lettres à l'université de Tunis, et prolonge son cursus par des études sur le cinéma à l'université de Paris III et à l'Institut des hautes études cinématographiques (IDHEC). Elle est diplômée de l'IDHEC, option Scripte et Montage, en 1968,. Elle appartient à la première génération de cinéastes femmes en Tunisie, avec  Salma Baccar et Moufida Tlatli, et à une génération d'artistes et d'intellectuels tunisiens, nés entre 1944 et 1950, qui avaient à peine une dizaine d'années au moment de l'indépendance et ont une vingtaine d'années en mai 1968. Cette génération comprend des personnalités comme Mohamed Driss, Fadhel Jaïbi, Fadhel Jaziri, Férid Boughedir, ou encore Nouri Bouzid.
C'est une période de contestation, notamment au sein du milieu étudiant français au sein duquel elle vit alors, et où la figure tutélaire du général de Gaulle est chahutée. La décennie suivante, les années 1970, est souvent, pour sa génération, celle du retour en Tunisie, marquée par un contexte politique dominé par une autre personnalité historique, Habib Bourguiba, avec un culte de la personnalité autour de lui, une tension sociale et politique, et une période qui est quelquefois assimilée à des « années de plomb ».

### Monde du cinéma
Après 1968, en France ou en Tunisie, elle travaille comme scripte à la télévision puis au cinéma, comme assistante pour les réalisateurs Rachid Ferchiou, Tarak Ben Ammar, Nacer Khémir, Claude Chabrol, Franco Zeffirelli et Serge Moati et comme monteuse. Elle participe ainsi au montage de Vendredi ou la vie sauvage de Gérard Vergez, Pirates de Roman Polanski et La Barbare de Mireille Darc, et comme scripte ou assistante à la réalisation des Magiciens de Claude Chabrol, de la mini-série Jésus de Nazareth de Franco Zeffirelli et des Baliseurs du désert de Nacer Khémir,,. Elle réalise différents courts métrages et moyens métrages dans les années 1980 et 1990.
Elle met quatre ans à réunir le financement nécessaire à son premier long métrage, Keswa, le fil perdu, qui sort en 1998, et crée sa propre société de production, Les Films de la Mouette,,. Ce premier long métrage est diffusé en Tunisie et présenté dans plusieurs festivals internationaux, comme à Tübingen et Mannheim. Il est distingué également en juillet 1998 d'une mention spéciale du jury au palmarès de la biennale de l'Institut du monde arabe à Paris (4e biennale des cinémas arabes).
Dix ans plus tard, en 2008, un deuxième long métrage est diffusé, L'Autre moitié du ciel, et fait partie de la compétition lors du Festival panafricain du cinéma et de la télévision de Ouagadougou 2009.
En 2012, elle est l'une des premières signataires d'un appel pour la constitution d'un Comité de défense des valeurs universitaires et de soutien à la faculté des lettres, des arts et des humanités de l'université de La Manouba, réagissant ainsi aux pressions des salafistes sur l'université.
Elle meurt le 3 septembre 2016 des suites d'une explosion de gaz à son domicile de Mutuelleville.

## Filmographie

### Courts métrages
- 1986 : Couleurs fertiles
- 1992 : Regard de mouette
- 1996 : Nuit de noces à Tunis (vidéo) pour Arte TV
- 2000 : La Forêt d'El Medfoun

### Moyens métrages
- 1988 : Trois personnages en quête d'un théâtre

### Longs métrages
- 1998 : Keswa, le fil perdu (Kiswâ al-khayt al-dhâi)
- 2008 : L'Autre moitié du ciel (Shtar m'haba)

### Articles
- Emmanuel de Roux, « La difficile émancipation des intellectuels tunisiens », Le Monde,‎ 27 janvier 1996 (lire en ligne).
- Bouziane Daoudi, « Arte, dimanche, de 20h45 à 1h10, théma : une fiction et trois documentaires. La Tunisie, corps et âmes mis à nu. Des gigolos balnéaires au poète Philippe Soupault, contrastes », Libération,‎ 27 janvier 1996 (lire en ligne).
- Christophe Ayad, « Le cinéma a du mal à s'afficher en Égypte », Libération,‎ 27 juillet 1998 (lire en ligne).
- Isabelle Mandraud, « Nouvelle pétition d'intellectuels tunisiens contre les pressions salafistes à l'université », Le Monde,‎ 19 avril 2012 (lire en ligne).
- « Le cinéma tunisien en deuil : Kalthoum Bornaz n'est plus », Kapitalis,‎ 3 septembre 2016 (lire en ligne).